# عشق در این کلاب
«عشق در این کلاب» تک‌آهنگی از هنرمند اهل ایالات متحده آمریکا آشر، است که در سال ۲۰۰۸ میلادی منتشر شد.
این تک‌آهنگ در چارت‌های نیوزلند، در رتبه اول و در چارت‌های کانادا، اسکاتلند، فرانسه، ایرلند، استرالیا، آلمان، سوئد، فلاندرز، سوئیس، جزو ده ترانه اول قرار گرفت.